# Chris Bailey (chanteur)
Pour les articles homonymes, voir Chris Bailey et Bailey.
Chris Bailey, né le 29 novembre 1956 à Nanyuki au Kenya et mort le 9 avril 2022 à Haarlem aux Pays-Bas, est un chanteur australo-irlandais, membre fondateur du groupe australien The Saints.

## Biographie
Chris Bailey naît en 1956 à Nanyuki, au centre du Kenya, de parents irlandais. Il grandit à Belfast jusqu'à l'âge de 7 ans, avant que ses parents ne déménagent en Australie.
Passionné par le rock, il forme en 1974 son propre groupe, Kid Galahad and the Eternals, renommé ensuite The Saints. Chris et son groupe se font un nom dans l'histoire du punk-rock grâce à leur chanson (I'm) Stranded, sur l'album du même nom.
Parallèlement au groupe, il se lance dans une carrière solo. Il est l'auteur de sept albums solo et de douze albums avec The Saints.
Chris Bailey meurt le 9 avril 2022,.

## Discographie

### The Saints
Voir la discographie du groupe sur l'article The Saints.

### Albums solo
- Casablanca (1983)
- What we did on our holidays (1984) New Rose Records, produit par Patrick Woindrich, WW studios Paris.
- Demons (1991)
- Savage Entertainment (1992)
- 54 Days at Sea (1994)
- Encore (1995)
- Bone Box (2005)

### Collaboration
- Avec H-Burns : Stranger (2011) (Vicious Circle)